# كرة القدم في اليمن
كرة القدم في اليمن يديرها الاتحاد اليمني لكرة القدم، كما يتولى الاشراف على تنظيم بطولة الدوري اليمني ومنتخب اليمن لكرة القدم.
تعد كرة القدم من أكثر الرياضات شعبية في اليمن. حيث يتنافس منتخب اليمن في بطولات الاتحاد الدولي لكرة القدم وبطولات الاتحاد الآسيوي لكرة القدم. كما يضم البلد العديد من الأندية التي تتنافس على المستوى المحلي والخارجي.
استضاف اليمن كأس الخليج العربي لكرة القدم 2010 في مدينة عدن، ولكن منتخب اليمن تلقى ثلاث هزائم متتالية وبالتالي خرج من الدور الأول.
لم يحقق منتخب اليمن أي بطولة.